# Gastrotheca nicefori
Espèce
Synonymes
- Gastrotheca medemi Cochran & Goin, 1970
- Gastrotheca yacambuensis Yústiz, 1976
- Gastrotheca nicefori descampsi Lutz & Ruiz-Carranza, 1977

Statut de conservation UICN

 LC  : Préoccupation mineure
Gastrotheca nicefori est une espèce d'amphibiens de la famille des Hemiphractidae.

## Répartition
Cette espèce se rencontre entre 400 et 2 250 m d'altitude :
- au Venezuela dans la cordillère de Mérida ;
- en Colombie dans les trois cordillères ;
- au Panamá.

## Description
La femelle holotype mesure 62 mm.

## Étymologie
Cette espèce est nommée en l'honneur d'Hermano Nicéforo María.

## Publication originale
- Gaige, 1926 : A new Gastrotheca from Colombia. Occasional papers of the Museum of Zoology University of Michigan, vol. 263, p. 1-3 (texte intégral).